# James Brewerton
James Brewerton (St Asaph, 17 novembre 1979) è un ex calciatore gallese, di ruolo difensore.

## Palmarès
- Welsh League Cup: 2

Rhyl: 2002-2003, 2003-2004
- Welsh Premier League: 2

Rhyl: 2003-2004
Bangor City: 2010-2011
- Coppa del Galles: 5

Rhyl: 2003-2004, 2005-2006
Bangor City: 2007-2008, 2008-2009, 2009-2010